# España en la Copa Mundial de Fútbol de 1982
España es una de las 24 selecciones participantes en la Copa Mundial de Fútbol de España 1982, la que es su sexta participación en un mundial y segunda de manera consecutiva.

## Clasificación
España clasificó directamente al mundial como país organizador.

## Jugadores
Los convocados fueron todos pertenecientes a la Primera División de la liga española: 6 de ellos jugaban en la Real Sociedad que habían sido campeones de la temporada 1981-82, 4 del FC Barcelona, 5 del Real Madrid CF, 3 del Sporting Gijón, 2 del Valencia CF, 1 del Athletic Club de Bilbao y 1 del Real Betis de Sevilla.
Estos son los 22 jugadores convocados para el torneo:

## Resultados
España fue eliminada en la segunda ronda.

### Grupo 5
| Selección         | Pts. | PJ | PG | PE | PP | GF | GC | Dif. |
| ----------------- | ---- | -- | -- | -- | -- | -- | -- | ---- |
| Irlanda del Norte | 4    | 3  | 1  | 2  | 0  | 2  | 1  | 1    |
| España            | 3    | 3  | 1  | 1  | 1  | 3  | 3  | 0    |
| Yugoslavia        | 3    | 3  | 1  | 1  | 1  | 2  | 2  | 0    |
| Honduras          | 2    | 3  | 0  | 2  | 1  | 2  | 3  | -1   |

| 16 de junio de 1982, 21:00 | España                  | 1:1 (0:1) | Honduras  | Estadio Luis Casanova, Valencia                                           |                                                                           |
|                            | López Ufarte 65' (pen.) | Reporte   | Zelaya 7' | Asistencia: 49.562 espectadores Árbitro(s): Arturo Ithurralde (Argentina) | Asistencia: 49.562 espectadores Árbitro(s): Arturo Ithurralde (Argentina) |

| 20 de junio de 1982, 21:00 | España                         | 2:1 (1:1) | Yugoslavia | Estadio Luis Casanova, Valencia                                               |                                                                               |
|                            | Juanito 14' (pen.) · Saura 66' | Reporte   | Gudelj 10' | Asistencia: 48.000 espectadores Árbitro(s): Henning Lund Sørensen (Dinamarca) | Asistencia: 48.000 espectadores Árbitro(s): Henning Lund Sørensen (Dinamarca) |

| 25 de junio de 1982, 21:00 | Irlanda del Norte | 1:0 (0:0) | España | Estadio Luis Casanova, Valencia                                     |                                                                     |
|                            | Armstrong 47'     | Reporte   |        | Asistencia: 49.562 espectadores Árbitro(s): Héctor Ortiz (Paraguay) | Asistencia: 49.562 espectadores Árbitro(s): Héctor Ortiz (Paraguay) |

### Grupo B
| Selección        | Pts. | PJ | PG | PE | PP | GF | GC | Dif. |
| ---------------- | ---- | -- | -- | -- | -- | -- | -- | ---- |
| Alemania Federal | 3    | 2  | 1  | 1  | 0  | 2  | 1  | 1    |
| Inglaterra       | 2    | 2  | 0  | 2  | 0  | 0  | 0  | 0    |
| España           | 1    | 2  | 0  | 1  | 1  | 1  | 2  | -1   |

| 2 de julio de 1982, 21:00 | Alemania Federal             | 2:1 (0:0) | España     | Estadio Santiago Bernabéu, Madrid                                  |                                                                    |
|                           | Littbarski 50' · Fischer 75' | Reporte   | Zamora 82' | Asistencia: 90.089 espectadores Árbitro(s): Paolo Casarin (Italia) | Asistencia: 90.089 espectadores Árbitro(s): Paolo Casarin (Italia) |

| 5 de julio de 1982, 21:00 | España | 0:0     | Inglaterra | Estadio Santiago Bernabéu, Madrid                                   |                                                                     |
|                           |        | Reporte |            | Asistencia: 75.000 espectadores Árbitro(s): Alexis Ponnet (Bélgica) | Asistencia: 75.000 espectadores Árbitro(s): Alexis Ponnet (Bélgica) |